# Ain't No Other Man
Ain't No Other Man is een popnummer van de Amerikaanse zangeres Christina Aguilera van haar derde studioalbum Back to Basics (2006).

## Informatie
Ain't No Other Man werd geproduceerd door DJ Premier en Charles Roane, en bevat een sample van Luis Aviles & The Latin Blues Band's "(I'll Be a) Happy Man". Het werd de eerste single van Back to Basics. De single kwam uit 3 juni 2006. Hij zou oorspronkelijk pas uitkomen op 13 juni. De single kwam in het Verenigd Koninkrijk en Brazilië uit op dezelfde dag. Het wordt verondersteld dat dit Christina's grote "comeback"-single is, aangezien ze van een lange onderbreking terugkeerde sinds haar vorige studioalbum Stripped (2002).
DJ Premier zei: "Het gaat over het feit dat Aguilera nu niet meer omkijkt naar andere mannen sinds ze getrouwd is met Jordan Bratman." Hij zei ook dat het "Nummer echt, echt snel is, wat voor mij totaal anders is, omdat ik normaal geen echt snel tempo doe... Het heeft 130 beats per minuut, maar het klinkt nog steeds als hiphop van Christina ".
Het nummer lekte uit op internet op 1 juni, en op dezelfde dag werd het nummer gespeeld op Amerikaanse radiozenders. Sony/BMG gaf een verklaring betreffende de "release" van het nummer waarin ze meldden dat een volledig onderzoek zal worden gelanceerd om te weten te komen hoe het nummer werd gelekt, omdat het hun bedoeling was om het te laten uitkomen na de première op de MTV Movie Awards 2006 op 3 juni. Door dit voorval gaven RCA Records de single officieel uit aan alle Amerikaanse radiozenders de dag na het lek.
Big Boi van OutKast zal een rapvers toevoegen voor de remix van de single.

## De videoclip
De muziekvideo, die door Bryan Barber werd geregisseerd, werd opgenomen op 1, 2 en 3 mei in Los Angeles. De clip werd uitsluitend aan iTunes vrijgegeven op 20 juni en ging de volgende dag naar nummer één op de videoChart van iTunes. Daarna volgde de première op "MTV's Making the Video" op 21 juni.
De muziekvideo lijkt zich af te spelen in de jaren 20 en 30, een tijdperk waaruit Christina Aguilera haar inspiratie haalde.
Aguilera speelt de rol van haar alter ego, Baby Jane. Deze naam wordt getoond op de nummerplaat van de auto, aan het begin van de clip en op de deur van haar kleedkamer.
De video speelt zich meestal af in een club, waar Christina zich eerst klaarmaakt in de coulissen, en dan op het podium waar ze het nummer zingt. Tussen de scènes zijn er korte stukjes die Aguilera in een gouden en zilveren jurk tonen, terwijl ze aan het zingen is in een oude microfoon en fotografen foto's nemen.
Aguilera verscheen in verscheidene looks; in een van de scènes luistert Christina naar een hoofdtelefoon beslagen met diamanten. Dit geeft een modern gevoel aan de retro videoclip, hoewel ze een fonograaf gebruikt.
Choreografie werd in de video vooral gebruikt voor de scènes op het podium.
Aan het begin en einde van de muziekvideo zijn er stukjes van een ander nummer van Back To Basics te horen dat "I Got Trouble" heet. De muziekvideo werd goed ontvangen door het publiek. Op TRL van MTV heeft hij de nummer 1-plek bereikt op de lijst. De clip verscheen ook in de top 10 video's van "VH1's Top 20 Countdown" en werd nummer 1 op TMF in België. In week 26 was het nummer 3FM Megahit en de video Superclip op TMF in Nederland.
| Ain't No Other Man in de Nederlandse Top 40 | Ain't No Other Man in de Nederlandse Top 40 | Ain't No Other Man in de Nederlandse Top 40 | Ain't No Other Man in de Nederlandse Top 40 | Ain't No Other Man in de Nederlandse Top 40 | Ain't No Other Man in de Nederlandse Top 40 | Ain't No Other Man in de Nederlandse Top 40 | Ain't No Other Man in de Nederlandse Top 40 | Ain't No Other Man in de Nederlandse Top 40 | Ain't No Other Man in de Nederlandse Top 40 | Ain't No Other Man in de Nederlandse Top 40 | Ain't No Other Man in de Nederlandse Top 40 | Ain't No Other Man in de Nederlandse Top 40 | Ain't No Other Man in de Nederlandse Top 40 | Ain't No Other Man in de Nederlandse Top 40 |
| Week                                        | 1                                           | 2                                           | 3                                           | 4                                           | 5                                           | 6                                           | 7                                           | 8                                           | 9                                           | 10                                          | 11                                          | 12                                          | 13                                          | 14                                          |
| ------------------------------------------- | ------------------------------------------- | ------------------------------------------- | ------------------------------------------- | ------------------------------------------- | ------------------------------------------- | ------------------------------------------- | ------------------------------------------- | ------------------------------------------- | ------------------------------------------- | ------------------------------------------- | ------------------------------------------- | ------------------------------------------- | ------------------------------------------- | ------------------------------------------- |
| Positie                                     | 28                                          | 17                                          | 17                                          | 16                                          | 15                                          | 12                                          | 14                                          | 14                                          | 14                                          | 16                                          | 26                                          | 29                                          | 35                                          | uit                                         |

Studioalbums: Christina Aguilera · Stripped · Back to Basics · Bionic

Andere albums: Mi Reflejo · My kind of Christmas · Just Be Free · Keeps Gettin' Better: A Decade of Hits

Singles (in Nederland): "Genie in a Bottle" · "What a Girl Wants" · "I Turn to You" · "Come On Over Baby (All I Want Is You)" · "Nobody Wants to Be Lonely" · "Lady Marmalade" · "Dirrty" · "Beautiful" · "Fighter" · "Can't Hold Us Down" · "The Voice Within" · "Car Wash" · "Tilt Ya Head Back" · "Ain't No Other Man" · "Hurt" · "Tell Me" · "Candyman" · "Oh Mother" · "Keeps Gettin' Better"

Zie ook: Discografie · RCA Records